# Shituo
Shituo (kinesiska: 石沱) är en köping i sydvästra Kina. Den ligger i stadsdistriktet Fuling i storstadsområdet Chongqing, omkring 57 kilometer öster om det centrala stadsdistriktet Yuzhong. Antalet invånare är 26 144. Befolkningen består av 12 789 kvinnor och 13 355 män. Barn under 15 år utgör 14,0 %, vuxna 15-64 år 70 %, och äldre över 65 år 15,0 %.